# Teoria das relações internacionais

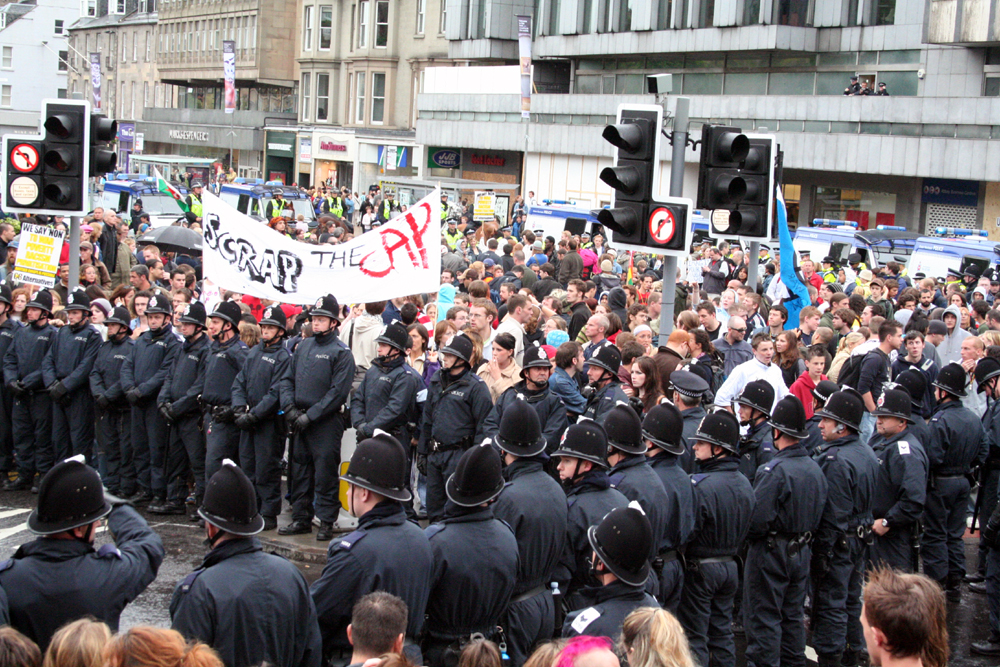
Protestos Anti-Globalização em Edimburgo. A globalização tem alterado significativamente o panorama internacional, motivando mudanças importantes para a teoria das relações internacionais nas últimas décadas.

As Teorias das Relações Internacionais são instrumentos teórico-conceituais por meio dos quais podemos compreender e explicar os fenômenos relativos à ação humana que transcende o espaço interno dos Estados, ou seja, que tem lugar no meio “internacional”. Teorias costumam ter a intenção de tornar o mundo mais compreensível para seus interlocutores, e em alguns casos de explicar e desenvolver possíveis previsões para o futuro. É lícito falar, nas relações internacionais, de teorias positivistas, isto é, que acreditam em verdades universais e científicas, e de teorias pós-positivistas, ou seja, aquelas que duvidam da legitimidade do conhecimento científico e contestam as bases epistemológicas, metodológicas e teóricas dos discursos dominantes. Podemos ainda falar em metateorias, como algumas faces do construtivismo. O realismo e o neorrealismo são as correntes dominantes de pensamento nas relações internacionais ainda hoje embora possamos falar em descentralização e fragmentação no campo.
Nesse sentido, as Teorias das Relações Internacionais são abordagens de estudo e análise das relações internacionais sob uma perspectiva teórica. Essa evolução teórica é marcada por "Grandes Debates", em que se confrontam as novas teorias emergentes com aquelas tradicionalmente dominantes.

## Teoria Realista

### Premissas clássicas
O pensamento das Relações Internacionais buscou na linguagem acadêmica referências clássicas que explicassem o internacional. Sendo assim, destacaram-se vários autores em que o poder é o elemento central de suas teorias, como Tucídides, Maquiavel, Hobbes, Sun Tzu e Richelieu. Para o realismo do século XX que estava se construindo, diversos conceitos como sobrevivência, poder, estado de natureza, autointeresse ("self-help") era o enfoque dado na leitura desses clássicos. Nas teorias realistas das relações internacionais, que reivindicam um caráter objetivo, empírico e pragmático, o Estado é colocado no centro das discussões, pois se considera que o Estado é o ator principal das relações internacionais.
O Estado sempre atua servindo ao interesse nacional, que em sua forma mais básica é o desejo de sobreviver, mas que também se traduz no acúmulo e na manutenção do poder. O poder é tido como um instrumento por meio do qual os Estados garantem sua sobrevivência no meio internacional. 
Os elementos comuns aos realistas são: a centralidade do Estado, que sempre busca manter sua sobrevivência;  a função do poder; que exerce a garantia de manutenção dessa sobrevivência; a autoajuda, que garante que a sobrevivência seja de maneira independente, ainda que por meio de alianças; a anarquia internacional, característica do sistema internacional incapaz de regular as relações entre os Estados.
As teorias realistas não são homogêneas e possui diversas vertentes de pensamentos, mas essas premissas comuns agrupam-nas dentro desse campo de estudo. Para tais teóricos, o foco é no sistema internacional, portanto, não interessa o que ocorre domesticamente para a análise, considerando-os como "uma caixa preta'" ou modelo da "bola de bilhar" (billiard-ball); além disso, há um pessimismo em relação à natureza humana, sob um aspecto hobessiano, como "o homem é o lobo do homem".
Considerando o pensamento hobbesiano, o Realismo associa a visão pessimista da natureza humana a uma noção política de poder entre os Estados, desse modo, realiza uma antropomorfização do Estado, agente que detém o desejo de poder e sobrevivência. Assim, as relações internacionais são conflituosas por essência. e a guerra é a forma de mitigar os conflitos.

### O Realismo
Tradicionalmente, porém, se considera que o primeiro esforço sistematizado em pensar as relações internacionais ocorreu em 1917 com a fundação na Escócia do primeiro departamento de Relações Internacionais da história. Pensando numa forma de evitar os males da guerra (tendo em vista os desastres da Primeira Guerra Mundial) os cientistas dessa escola debateram formas de normatizar as relações internacionais. 
Na véspera do início da Segunda Guerra Mundial, contudo, um estudioso chamado Edward Carr criticou pela primeira vez os postulados desses primeiros cientistas em seu livro Vinte Anos de Crise, denominando-os como idealistas, por pensarem o mundo na forma como ele deveria ser ao invés de pensarem o mundo como ele efetivamente era.
O realismo se define, sobretudo, baseado na oposição de Carr aos idealistas, ou seja, como uma teoria que se define por ver o mundo da forma como ele realmente é, desvinculado de princípios morais. Não obstante, a expressão mais consolidada do realismo toma forma apenas após a Segunda Guerra Mundial, com a publicação do livro Política Entre as Nações de Hans Morgenthau. 

#### Conceitos Realistas
Muitas vezes os Estados são obrigados a cooperar e fazer alianças para sobreviverem, sobretudo em função de um equilíbrio de poder, isto é, buscando manter um equilíbrio na distribuição de poder no plano internacional. Logo, se um estado se torna muito poderoso, os outros podem formar um bloco para neutralizar seu poder e reduzir seu perigo para a segurança de cada nação.
No pensamento realista, a ética ocupa espaço reduzido, uma vez que, buscando a sobrevivência, os Estados podem quebrar qualquer acordo e desobedecer qualquer regra moral. A Realpolitik, do alemão “Política Real”, prática da política externa definida como maquiavélica, é normalmente associada a esse pensamento de cunho realista. Autoajuda é, para os realistas, a noção de que os Estados só podem contar com a sua própria capacidade no que diz respeito às relações internacionais. Em suma, os realistas enxergam o sistema internacional como um espaço de disputa pelo poder, motivada por um tema saliente em suas exposições: a segurança.

### Neorrealismo
Com as mudanças no campo das ciências humanas e a transformação do meio internacional (guerra fria e degelo, expansão das organizações internacionais e aceleração do processo de globalização, etc.), muitos autores, realistas ou não, começaram a criticar e rever a obra de Morgenthau, oferecendo visões muito diversas de realismo, como o realismo estruturalista de Kenneth Waltz, cuja obra Teoria Da Política Internacional, de 1979, teve um impacto profundo nas ciências políticas.

### Autores Realistas e Neorrealistas

#### Hans Morgenthau
Hans Morgenthau, o pai do realismo clássico, circunscreveu alguns princípios que, em sua concepção, orientavam a política externa. Para ele, a natureza humana era a referência básica de qualquer análise política, os Estados tinham como objetivo comum a busca pelo poder e a moralidade seria limitada e definida em termos particulares (ver: seis princípios do realismo político). O objetivo supremo de todo o Estado seria a sobrevivência e o poder seria instrumentalizado para servir aos interesses nacionais.O prestígio poderia ser, também, um objetivo dos Estados no sistema internacional.

#### John Herz
Contemporâneo de Morgenthau, John Herz trouxe importantes contribuições para o pensamento realista clássico. Embora partilhasse com Morgenthau grande parte do núcleo da teoria realista, Herz admitia que a ética tivesse um papel importante dentro das relações internacionais. Além disso, Herz introduziu no pensamento realista a ideia de dilema de segurança: quando um Estado se sente ameaçado, ele investe em armas, o que faz, em determinado prazo, com que os Estados ao seu redor se sintam igualmente ameaçados, de forma que eles também investem em armamentos. Dessa forma, todos os Estados acabam numa situação pior do que antes em termos de segurança, mesmo que o objetivo original de determinado Estado tenha sido o de aumentar sua segurança.

## Liberalismo/ Pluralismo
Nas relações internacionais o Liberalismo, ou Pluralismo, é uma corrente teórica alicerçada principalmente na obra de Immanuel Kant. Normalmente considerados como “idealistas” pelos expoentes das escolas realistas, os liberais tem uma visão predominantemente positiva da natureza humana, e veem o Estado como um mal necessário. Para os liberais, as relações internacionais podem envolver cooperação e paz, possibilitando o crescimento do comércio livre e a expansão dos direitos universais dos homens. Os liberais enfatizam as relações internacionais como um palco em que atua uma multiplicidade de personagens, como os Estados, as organizações internacionais, as empresas transnacionais e os indivíduos, motivo pelo qual são chamados também de pluralistas. Eles acreditam que as relações internacionais podem assumir um aspecto mais otimista e sem guerras, motivado basicamente pelo livre comércio.

### Conceitos Liberais
Embora os liberais tendam a concordar com os realistas no que diz respeito à caracterização do sistema internacional como anômico, suas teorias normalmente enfatizam os aspectos desse sistema que privilegiam a paz e a cooperação. Para os teóricos do liberalismo, herdeiros do iluminismo de Kant, Montesquieu e do liberalismo de Adam Smith, a guerra seria desfavorável ao desenvolvimento do livre-comércio, de forma que o crescimento do comércio em escala internacional favoreceria a instauração de uma era de paz e cooperação nas relações internacionais. Um conceito particularmente importante desenvolvido pelos liberais é o de interdependência. Num mundo cada vez mais integrado economicamente, conflitos em determinadas regiões ou tomadas de decisões egoístas poderiam afetar mesmo Estados distantes, a despeito de seus interesses. A crise do petróleo é um exemplo de impacto da interdependência. Nesse caso, os Estados tenderiam a cooperar visando evitar situações desastrosas para a economia. A ideia de paz democrática também é muito importante para as relações internacionais hoje. Ela se funda na ideia Kantiana de que Estados com regimes em que prevalece a opinião pública não entrariam em guerra entre si. A opinião pública alteraria os interesses dos Estados, colocando em pauta questões que interessam aos indivíduos, como liberdades, bem-estar social e outras questões de natureza moral.

### Direito Internacional e Instituições
Entre os instrumentos preconizados pelos pensadores liberais como forma de regular os conflitos internacionais estão o direito internacional e as instâncias supranacionais. Hugo Grotius, em seu Sobre o direito da guerra e da paz, foi o primeiro a formular um direito internacional, pensando em princípios morais universais (derivados do “Direito Natural”) alcançados por intermédio da razão que cada homem detém. Grotius desenvolveu a ideia de Guerra Justa, isto é, que existem circunstâncias em que a guerra pode ter legitimidade no direito. O iluminista Immanuel Kant, por sua vez, pensava que a formação de uma Federação de Estados refletindo princípios de direito positivo seria a melhor forma de conter as guerras que assolavam a humanidade. Esses dois elementos, o direito e a instituição internacional, são tidos como formas eficientes e legítimas de assegurar a resolução de conflitos sem o uso da força. Certamente inspiradas pelo pensamento kantiano, uma série de entidades supranacionais foram criadas durante o século XIX, como as entidades de cooperação técnica e outras de conteúdo mais explicitamente político, como o Concerto Europeu.

### Os Quatorze pontos de Wilson

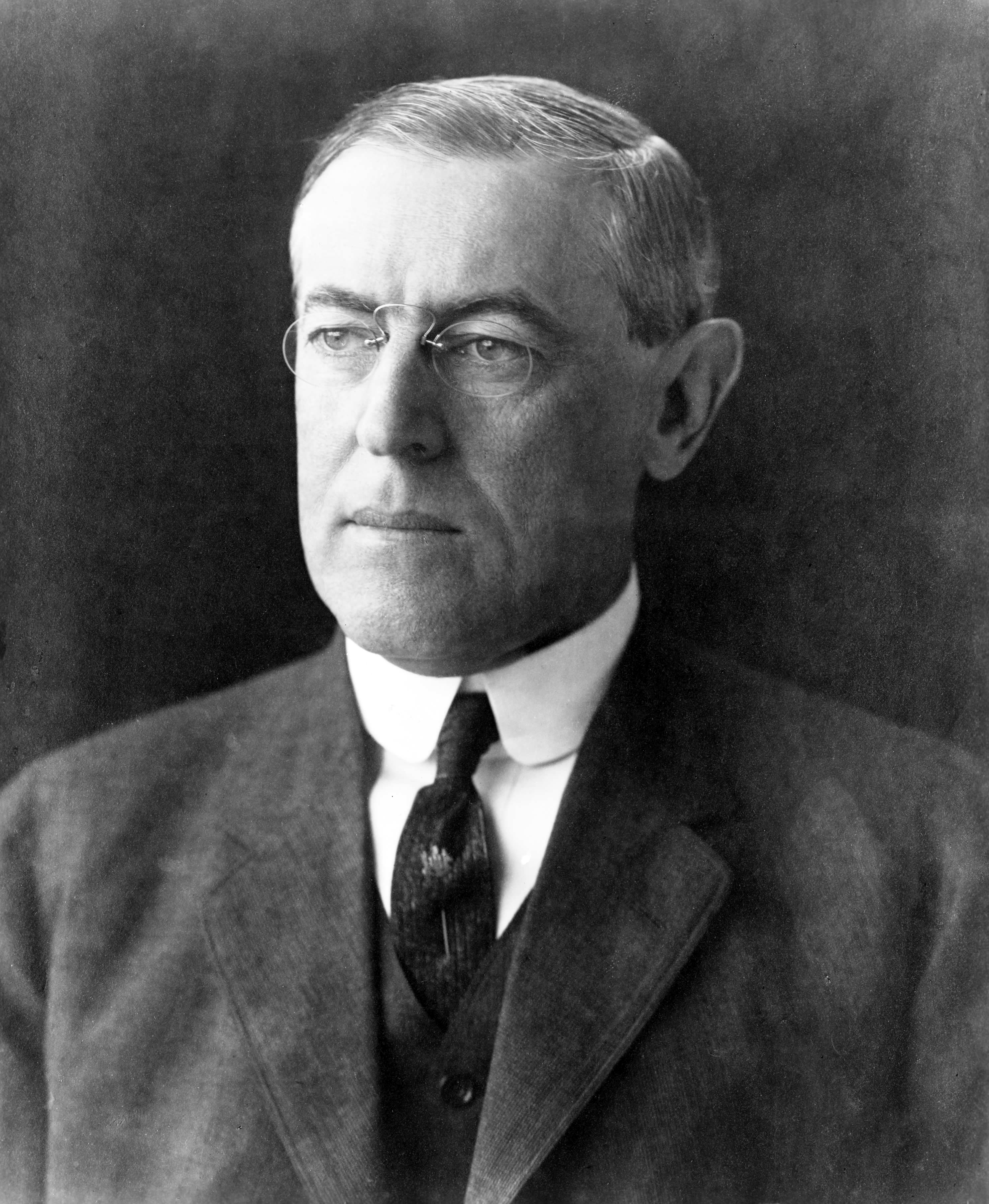
O Presidente norte-americano Woodrow Wilson em retrato de 1912

O discurso do dia 8 de janeiro de 1918 é um dos memoráveis episódios da História da Primeira Guerra Mundial. Nesse dia, o presidente norte-americano Woodrow Wilson apresentou uma proposta consistindo em catorze pontos cardeais do que deveria ser a nova ordem mundial. As interpretações da proposta de Wilson correspondem, de certa forma, às questões vinculadas ao debate “realismo versus liberalismo”, já que os primeiros consideram o presidente Wilson um idealista, enquanto os segundos o consideram um brilhante precursor duma ordem mundial cooperativa. O décimo quarto ponto das propostas wilsonianas pedia que as nações desenvolvidas formassem uma associação com o objetivo de garantir a integridade territorial e a independência política dos países. Essa foi a fracassada Liga das Nações, que, não obstante, figura hoje como modelo precursor das Nações Unidas e primeira experiência liberal do tipo. Embora Woodrow Wilson tenha se esforçado por convencer a população americana da necessidade de se estabelecer uma Liga das Nações, o presidente acabou sofrendo sérios problemas de saúde, sendo obrigado a se retirar de cena, enquanto um congresso cético rejeitava o seu projeto de paz perpétua.

### Funcionalismo
O funcionalismo foi uma corrente de pensamento liberal que tentava colocar o pensamento liberal em patamar de igualdade com o conhecimento que era produzido pelos realistas. Em outras palavras, o funcionalismo foi uma tentativa de atribuir tom científico às premissas liberais, estabelecendo por meio de observações empíricas e análises científicas um conhecimento que privilegiasse os elementos de cooperação do sistema internacional. Os principais expoentes dessa corrente foram Karl Deutsch e David Mitrany.
Os funcionalistas desenvolveram a ideia de spill-over effect, segundo a qual a gradual obtenção de vantagens por meio da cooperação internacional faria com que os Estados, tomando consciência da escolha mais racional, preferissem a paz à guerra.  Um elemento importante colocado pelos funcionalistas era o de que as instituições internacionais de desenvolvimento técnico, em franca expansão, possibilitariam a conformação do mundo num molde pacífico.
O neofuncionalismo foi a tentativa de Ernest Hass de corrigir o que os realistas chamaram de dimensão “ingênua” do funcionalismo e mais uma vez inserir o liberalismo no debate científico. Hass reconfigura a ideia de spill-over, dizendo que a tal tomada de consciência aconteceria primeiramente por parte de determinados agentes dentro dos Estados, para só depois se tornar convicção racional e moral do Estado, num processo de aprendizagem.

### Interdependência
Poder e Interdependência (1977), a obra liberalista de Robert Keohane e Joseph Nye, é um marco para a discussão de interdependência nas relações internacionais. Analisando as mudanças proporcionadas pela acelerada globalização no mundo contemporâneo, que envolvia o surgimento de transnacionais, o crescimento do comércio e a integração internacional intensiva, os autores defendiam que a tomada de decisões por atores estatais e não estatais tendiam a ser recíprocos, isto é, a trazer consequências para muitos outros agentes do sistema internacional. Dessa forma, os efeitos econômicos de uma decisão tomada do outro lado do mundo poderiam ser muito prejudiciais para os países envolvidos. Para Keohane e Nye, a interdependência é um fenômeno custoso para os atores do sistema internacional, traduzida em termos de sensibilidade (repercussão de uma decisão em um país sobre outro) e vulnerabilidade (alternativas de contornar a sensibilidade).  As consequências desse processo de integração, segundo os teoristas, era a redução do uso da força nas relações entre nações. Nessa perspectiva, a melhor maneira de solucionar conflitos gerados pela interdependência seria a instituição de instâncias supranacionais, por exemplo. Essa abordagem é importante porque subverte a relação estabelecida pelos realistas de “baixa” e “alta” política: as questões comerciais pareciam ter grande importância para a política de poderes.

### Falência do Estado
Como foi dito, os liberalistas veem o Estado de forma pessimista, em grande parte porque ele restringe em alguma medida as liberdades individuais. Na perspectiva liberal, o Estado tende a ter seu poder reduzido conforme a globalização avança, uma vez que a soberania deixa de ser óbvia e uma série de novos atores não estatais adquirem papéis importantíssimos para a configuração das relações internacionais. 

### Neoliberalismo
Keohane reelaborou seu pensamento institucionalista com novas bases após severas críticas direcionadas às teorias da interdependência por parte dos realistas. O neoliberalismo, como ficou conhecido, mais uma vez tentava defender de forma científica que a formação de entidades supranacionais era o melhor caminho para a solução de conflitos internacionais. Assim, o autor reiterou os postulados realistas, segundo os quais o sistema internacional é anárquico e os Estados são seus principais atores. No entanto, Keohane se esforçou por demonstrar que a falta de transparência e o egoísmo completo podem ter consequências pouco benéficas e, por conseguinte, menos lógicas, para as nações envolvidas. As instituições internacionais teriam, portanto, a função de permitir uma melhor transparência nas relações internacionais e, assim, garantiriam resultados relativamente mais proveitosos do que aqueles que seriam obtidos sem a sua existência. É importante ressaltar que a perspectiva de Keohane reconsidera o papel das instituições internacionais, inserindo-as dentro de uma perspectiva de políticas de interesses, descartando a dimensão ética dessas instituições reivindicada por outros liberais.

## Marxismo
Embora o próprio Karl Marx não tenha dedicado muita atenção ao estudo das relações internacionais, vários autores de inspiração marxista (entre eles Lênin e Trotsky) efetivaram algumas generalizações teóricas a respeito da relação entre os Estados. Segundo a teoria do materialismo histórico do próprio Marx, o sistema capitalista de produção tenderia a se universalizar, chegando a se tornar o modo de produção dominante em todo o mundo (portanto, internacional). Na teoria marxista, o capitalismo seria uma fase histórica de desenvolvimento econômico caracterizada por algumas contradições, entre elas o surgimento de duas classes sociais antagônicas, a burguesia e o proletariado, a primeira gerando lucro a partir da exploração do trabalho desta última. Nessa teoria, o papel do Estado seria o de assegurar a ordem burguesa garantindo que os trabalhadores seguissem as normas do capitalismo. Essa sociedade, contudo, seria inevitavelmente superada graças a um fenômeno conhecido como luta de classes, no qual a classe social explorada (proletariado) subverteria a ordem em seu favor após uma revolução política. Para Marx, o proletariado seria uma categoria social universal e, portanto, a teoria marxista só pode ser entendida do ponto de vista do internacionalismo.

### Lênin
Vladimir Lênin foi o primeiro a pensar as relações internacionais a partir de uma perspectiva marxista. Lênin publicou o livro Imperialismo, fase superior do capitalismo, no qual argumenta que a contradição entre nações capitalistas (para Lênin, nações "imperialistas") e nações exploradas seria essencial para a compreensão do processo revolucionário. De acordo com Lênin, o capitalismo em fase de estagnação seria caracterizado pela busca de novos mercados e novas riquezas (colônias). O autor marxista também defendeu que as nações imperialistas em busca de riquezas seriam levadas a guerras e conflitos violentos. Ao contrário das teorias liberais e realistas das relações internacionais, a teoria marxista de Lênin admite a existência de mais de um ator político nesse meio, isto é, deve-se levar em consideração um corte vertical (entre classes sociais: burguesia e proletariado) e um corte horizontal (entre nações: imperialistas e colonizadas). Lênin também compreende que o Estado age em favor dos interesses de uma classe social (a burguesia) e dos interesses nacionais (o que incluiria os proletários nas nações desenvolvidas), apresentando uma concepção de Estado bastante particular. As afirmações teóricas do leninismo a respeito das relações internacionais fundamentaram orientações políticas da Rússia pós revolucionária, como o pacifismo e a defesa da autodeterminação dos povos.

### Teorias da Dependência
As teorias da dependência são inspiradas pelo marxismo (Immanuel Wallerstein) ou pelo keynesianismo (Celso Furtado), diferindo quanto à radicalidade de suas posições políticas. De acordo com essas teorias, o mundo capitalista é marcada por uma divisão clara entre nações "desenvolvidas" (ou "do centro") contra nações "subdesenvolvidas" e dependentes (ou "periféricas"). O sistema capitalista mundial, por sua vez, impediria, de maneira estrutural, que nações periféricas alcançassem um nível de desenvolvimento econômico similar ao das nações ditas desenvolvidas, uma vez que a hegemonia política e econômica dos países do centro estabeleceria limites aos esforços de substituição de importações por parte das nações periféricas. Segundo alguns teóricos dessa corrente, a única forma de combater essa situação seria o estabelecimento de um Estado anti-imperialista, caracterizado por uma postura combativa em relação aos interesses das multinacionais e do capital estrangeiro.